# Apocyclops ramkhamhaengi
Apocyclops ramkhamhaengi is een eenoogkreeftjessoort uit de familie van de Cyclopidae. De wetenschappelijke naam van de soort is voor het eerst geldig gepubliceerd in 2008 door Chullasorn, Kangtia, Pinkaew & Ferrari.